# Catagramma amastris
Catagramma amastris är en fjärilsart som beskrevs av Dillon 1948. Catagramma amastris ingår i släktet Catagramma och familjen praktfjärilar. Inga underarter finns listade i Catalogue of Life.